# Saint-Romain-de-Monpazier
Saint-Romain-de-Monpazier ist eine französische Gemeinde mit 108 Einwohnern (Stand 1. Januar 2022) im Département Dordogne in der Region Nouvelle-Aquitaine (vor 2016: Aquitanien). Sie gehört zum Arrondissement Bergerac und zum Kanton Lalinde.
Der Name in der okzitanischen Sprache lautet Sent Róman de Mont Pasièr und leitet sich vom heiligen Romanus von Rom ab.
Die Einwohner werden Saint-Rominois und Saint-Rominoises genannt.

## Geographie
Saint-Romain-de-Monpazier liegt ca. 35 Kilometer südöstlich von Bergerac im Gebiet Bergeracois der historischen Provinz Périgord am südlichen Rand des Départements.
Umgeben wird Saint-Romain-de-Monpazier von den sechs Nachbargemeinden:
| Sainte-Croix | Montferrand-du-Périgord                     | Saint-Avit-Rivière |
|              | Kompassrose, die auf Nachbargemeinden zeigt | Saint-Marcory      |
| Lolme        | Marsalès                                    |                    |

Saint-Romain-de-Monpazier liegt im Einzugsgebiet des Flusses Dordogne. Die Véronne, ein Nebenfluss der Couze, markiert die Grenze zur südwestlichen Nachbargemeinde Lolme.

## Einwohnerentwicklung

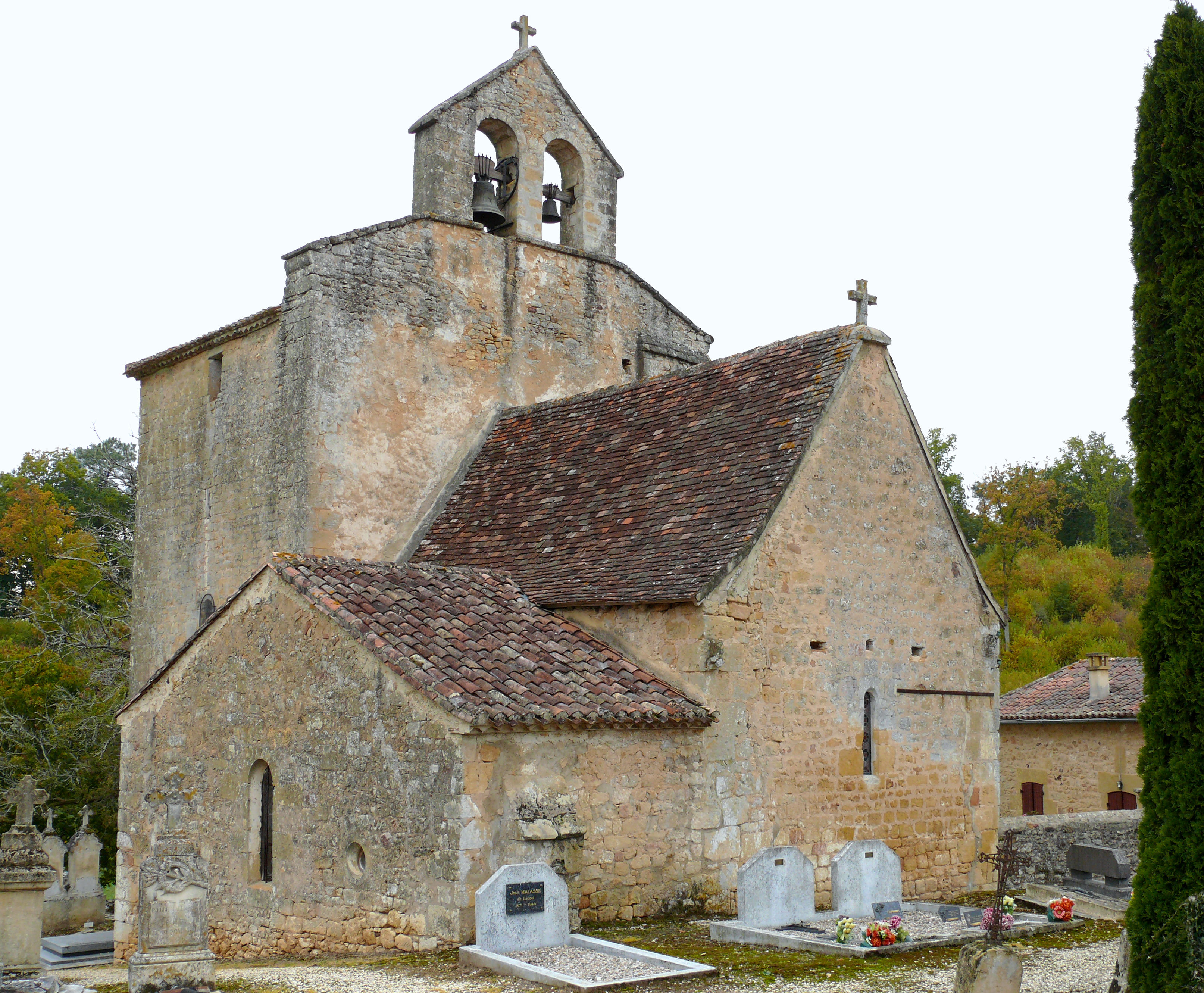
Kirche Saint-Romain

Nach Beginn der Aufzeichnungen stieg die Einwohnerzahl in der Mitte des 19. Jahrhunderts auf einen Höchststand von 400. In der Folgezeit setzte eine Phase der Stagnation bis zu den 1970er Jahren ein, die die Zahl der Einwohner bei kurzen Erholungsphasen auf rund 60 Einwohner sinken ließ, bevor eine Wachstumsphase einsetzte, die bis heute anhält.
| Jahr      | 1962 | 1968 | 1975 | 1982 | 1990 | 1999 | 2006 | 2011 | 2022 |
| --------- | ---- | ---- | ---- | ---- | ---- | ---- | ---- | ---- | ---- |
| Einwohner | 91   | 72   | 62   | 67   | 78   | 91   | 80   | 88   | 108  |

## Sehenswürdigkeiten
- Kirche Saint-Romain aus dem 12. Jahrhundert, als Monument historique eingeschrieben

## Wirtschaft und Infrastruktur
Saint-Romain-de-Monpazier liegt in den Zonen AOC der Noix du Périgord, der Walnüsse des Périgord, und des Nussöls des Périgord.

### Verkehr
Saint-Romain-de-Monpazier ist erreichbar über die Routes départementales 2 und 26E.